# Obovaria rotulata
Obovaria rotulata är en musselart som först beskrevs av Wright 1899.  Obovaria rotulata ingår i släktet Obovaria och familjen målarmusslor. IUCN kategoriserar arten globalt som starkt hotad. Inga underarter finns listade i Catalogue of Life.